# Audrey Hepburn
Audrey Hepburn, pseudonimo di  Audrey Kathleen Ruston (Ixelles, 4 maggio 1929 – Tolochenaz, 20 gennaio 1993), è stata un'attrice britannica.
Cresciuta fra Belgio, Regno Unito e Paesi Bassi, studiò danza per poi passare al teatro e infine al cinema.
Nel corso della sua carriera lavorò con alcuni dei maggiori registi del tempo, come Billy Wilder, George Cukor e Blake Edwards, e alcuni dei maggiori attori del tempo, come Gregory Peck, Humphrey Bogart, Gary Cooper, Cary Grant, Rex Harrison, William Holden, Peter O'Toole e Sean Connery. Raggiunse la fama mondiale nei primi anni cinquanta, prima sul palcoscenico grazie al ruolo di Gigi in uno spettacolo teatrale tratto dall'omonimo romanzo della scrittrice francese Colette (1951), interpretazione che le valse il Theatre World Award come attrice esordiente, poi nel cinema con il ruolo della principessa Anna nel film Vacanze romane (1953) con cui vinse l'Oscar come migliore attrice protagonista. Interpretò i ruoli principali in numerosi celebri film, fra cui Sabrina (1954), Guerra e pace (1956), Cenerentola a Parigi (1957), Verdi dimore e La storia di una monaca (1959), Colazione da Tiffany (1961), Sciarada (1963), My Fair Lady (1964), Come rubare un milione di dollari e vivere felici (1966), Gli occhi della notte e Due per la strada (1967).
Dalla fine degli anni sessanta apparve sempre più raramente sul grande schermo, preferendo dedicarsi alla famiglia. Nel 1988 fu nominata ambasciatrice ufficiale dell'UNICEF, e da quel momento fino alla sua morte si dedicò assiduamente al lavoro umanitario, in riconoscimento del quale ricevette nel 1992 la Medaglia presidenziale della libertà (Presidential Medal of Freedom) e nel 1993 il Premio umanitario Jean Hersholt.
Hepburn è una dei soli diciannove individui EGOT, acronimo di Emmy, Grammy, Oscar e Tony, ovvero i premi che onorano risultati eccezionali rispettivamente in televisione, musica, cinema e teatro. È stata inoltre vincitrice di due Academy Award, tre Golden Globe, quattro BAFTA Award, due Tony Award, un Emmy Award e di un Grammy Award. L'American Film Institute ha inserito la Hepburn al terzo posto tra le più grandi star della storia del cinema e ha una sua stella sulla Hollywood Walk of Fame, al 1652 di Vine Street.

## Biografia

### Gli inizi
Audrey Hepburn nacque il 4 maggio 1929 al 48 rue Keyenveld di Ixelles, comune di Bruxelles, come Audrey Kathleen Ruston, dall'inglese Joseph Anthony Ruston e dalla sua seconda moglie, la baronessa Ella van Heemstra, un'aristocratica olandese. Anni dopo, il padre aggiunse al cognome della figlia anche "Hepburn", che era quello della nonna materna, trasformandolo così in Hepburn-Ruston. La bambina aveva due fratellastri, Arnoud Robert Alexander e Ian Edgar Bruce, che la madre ebbe dal suo primo matrimonio con il nobile olandese Hendrik Gustaaf Adolf Quarles van Ufford; fra i suoi avi, la sua famiglia contava Edoardo III d'Inghilterra e James Hepburn, IV conte di Bothwell, dal quale potrebbe essere discesa anche Katharine Hepburn.
Il lavoro del padre presso una compagnia di assicurazioni britannica obbligò la famiglia a frequenti spostamenti fra il Belgio, il Regno Unito e i Paesi Bassi. Nel 1935 i genitori di Hepburn divorziarono e suo padre, simpatizzante del nazismo, abbandonò la famiglia; da adulta, l'attrice dichiarerà che quello fu il momento più traumatico della sua vita. Grazie all'aiuto della Croce Rossa, anni dopo Hepburn riuscì a ritrovare il padre che si era nel frattempo trasferito a Dublino, e rimase in contatto con lui, aiutandolo anche finanziariamente, fino alla sua morte. Nel 1939 la madre si trasferì insieme ai figli nella città olandese di Arnhem, pensando di aver trovato un luogo sicuro dagli attacchi nazisti: in quella città la giovane Audrey studiò danza, frequentando il Conservatorio dal 1939 al 1945.

Audrey Hepburn sulla Costa Azzurra, fotografata da Edward Quinn nel 1951

Nel 1940 i tedeschi invasero Arnhem. Durante la guerra Hepburn cambiò il suo nome in Edda van Heemstra, a causa del suono "inglese" del suo vero nome, considerato pericoloso. Verso il 1944 Hepburn era divenuta una ballerina a tutti gli effetti e partecipava a spettacoli organizzati in segreto per la raccolta fondi a favore del movimento di opposizione al nazismo; ricordando quelle esibizioni, anni dopo Hepburn disse: «Il miglior pubblico che io abbia mai avuto non faceva il minimo rumore alla fine dello spettacolo». Dopo lo sbarco in Normandia delle forze alleate, la situazione sotto gli occupanti nazisti peggiorò: durante la carestia dell'inverno 1944, la brutalità crebbe e i nazisti confiscarono le limitate riserve di cibo e carburante della popolazione olandese, e senza riscaldamento nelle case o cibo da mangiare, la popolazione moriva di fame o di freddo nelle strade. Sofferente per la malnutrizione, Hepburn sviluppò diversi problemi di salute e l'impatto di quei tempi difficili avrebbe condizionato i suoi valori per il resto della vita; alcuni particolari sulla vita di Hepburn durante l'occupazione nazista sono stati rivelati dal figlio Luca Dotti, testimonianze che sono state raccolte dal giornalista statunitense Robert Matzen nella biografia pubblicata nel 2019, Dutch Girl: Audrey Hepburn and World War II. Mentre la sua famiglia nascondeva nella loro abitazione un soldato inglese, lei fu incaricata di missioni come staffetta in favore delle formazioni partigiane olandesi e di altri soldati alleati nascosti.
I Paesi Bassi furono liberati il 4 maggio 1945, giorno del suo sedicesimo compleanno. Anni dopo, parlando della liberazione di Arnhem, Hepburn disse: «L'incredibile sensazione di conforto nel ritrovarsi liberi, è una cosa difficile da esprimere a parole. La libertà è qualcosa che si sente nell'aria. Per me, è stato il sentire i soldati parlare inglese, invece che tedesco e l'odore di vero tabacco che veniva dalle loro sigarette».
Dopo un soggiorno di tre anni ad Amsterdam, dove continuò i suoi studi di danza, Audrey Hepburn si trasferì a Londra nel 1948. Nella capitale inglese prese lezioni da Marie Rambert, insegnante di danza che contava tra i suoi allievi il famoso ballerino Vaclav Nižinskij. Rambert spiegò alla futura attrice che, a causa della sua altezza di circa 1,67 m e della malnutrizione sofferta durante il periodo bellico, le sue chance di diventare una prima ballerina erano minime. Forse anche in seguito a questa dichiarazione, Hepburn decise di tentare la carriera di attrice. Anni dopo, quando divenne famosa nell'ambiente cinematografico, Rambert, intervistata dalla rivista Time, dichiarò: «Era un'allieva meravigliosa. Se avesse perseverato, sarebbe diventata un'incredibile ballerina».
La sua carriera di attrice iniziò con il documentario educativo Nederlands in zeven lessen (L'olandese in 7 lezioni) del 1948. Iniziò poi a recitare in teatro in una serie di musical. Il suo primo ruolo per il grande schermo arrivò nel 1951, nel film di produzione britannica One Wild Oat, cui seguì una serie di ruoli minori in diverse produzioni cinematografiche. Durante le riprese di Vacanze a Montecarlo (1951) di Jean Boyer e Lester Fuller, la scrittrice Colette, il cui romanzo Gigi era stato adattato in una commedia per Broadway, la scelse per interpretare proprio la parte della protagonista: la commedia aprì i battenti il 24 novembre 1951, riscuotendo un discreto successo di critica e molte lodi per la sua interpretazione. Le repliche a New York durarono sei mesi e Hepburn vinse il premio Theatre World Award per il suo esordio.
Il suo primo ruolo significativo nel cinema fu nel film The Secret People (1952) di Thorold Dickinson, nel quale interpretava una talentuosa ballerina, ruolo che le permise di mettere a frutto l'esperienza accumulata con lo studio della danza. La sua partecipazione fu fortemente voluta dalla protagonista della pellicola Valentina Cortese, con la quale nacque una buona amicizia.

### Hollywood

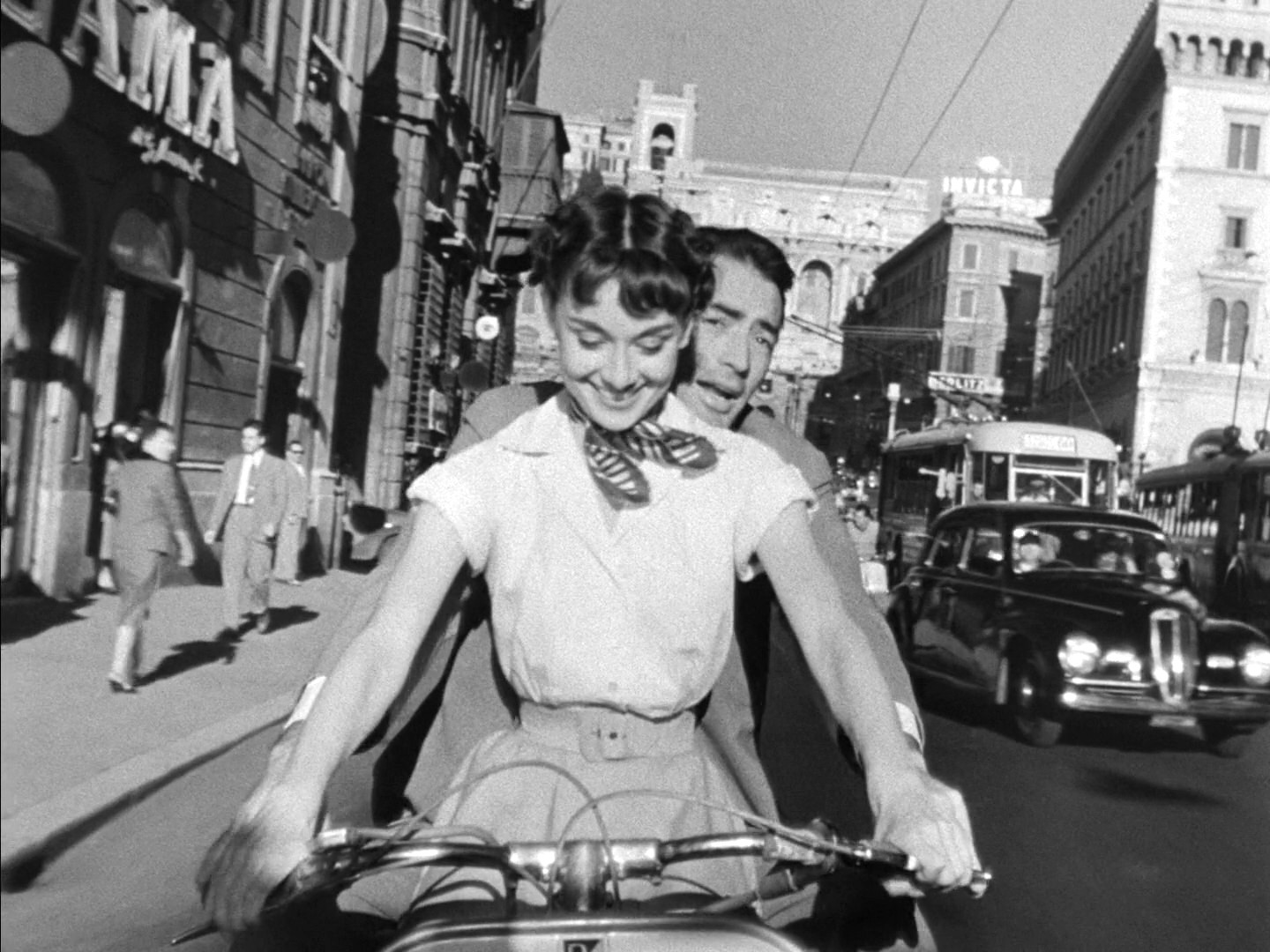
Audrey Hepburn e Gregory Peck nel film Vacanze romane (1953)

Nel 1952 Hepburn partecipò a un provino per Vacanze romane, il nuovo film del regista statunitense William Wyler. La Paramount Pictures, casa produttrice del film, voleva l'attrice inglese Elizabeth Taylor per il ruolo della protagonista ma, dopo aver visionato il provino della Hepburn, Wyler si convinse ad assegnarle il ruolo principale, quello della principessa Anna, regnante di una nazione che nel film non viene mai nominata. Racconta Wyler: «All'inizio, recitò la scena del copione, poi si sentì qualcuno gridare "Taglia!", ma le riprese in realtà continuarono. Lei si alzò dal letto e chiese, "Com'era? Sono andata bene?". Si accorse che tutti erano silenziosi e che le luci erano ancora accese. Improvvisamente, si rese conto che la cinepresa stava ancora girando [...] Aveva tutto quello che stavo cercando, fascino, innocenza e talento. Era assolutamente incantevole, e ci dicemmo, "È lei!"».
Le riprese iniziarono nell'estate del 1952. Dopo due settimane dall'inizio della lavorazione Gregory Peck, che interpretava il ruolo maschile principale, chiamò il suo agente chiedendo che, nei titoli, il nome della Hepburn fosse messo in risalto quanto il suo perché, come raccontò ai giornalisti della rivista Entertainment Weekly: «Sono abbastanza intelligente da capire che questa ragazza vincerà l'Oscar nel suo primo film e sembrerò uno sciocco se il suo nome non è in cima, insieme al mio». Come da lui predetto, Hepburn vinse l'Oscar come migliore attrice protagonista nel 1954, e in occasione della premiazione l'attrice indossò un abito bianco a fiori, che fu giudicato in seguito come uno dei migliori mai sfoggiati agli Academy Awards. Oltre all'Oscar, ricevette anche un NYFCC e un BAFTA come miglior attrice.

In seguito all'immediata celebrità raggiunta grazie al film, un'illustrazione del volto di Audrey Hepburn fu pubblicato sulla copertina di TIME del 7 settembre 1953. L'interpretazione di Hepburn ricevette molti apprezzamenti critici positivi: 
(A. H. Weiler, New York Times, 28 agosto, 1953)

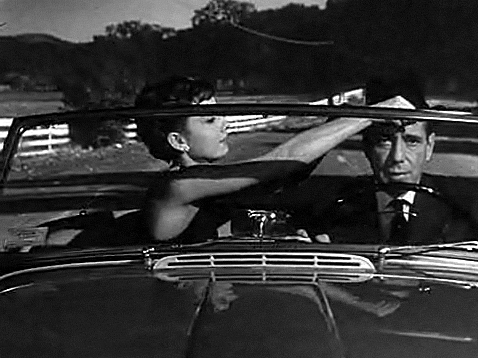
Audrey Hepburn e Humphrey Bogart nel film Sabrina (1954)

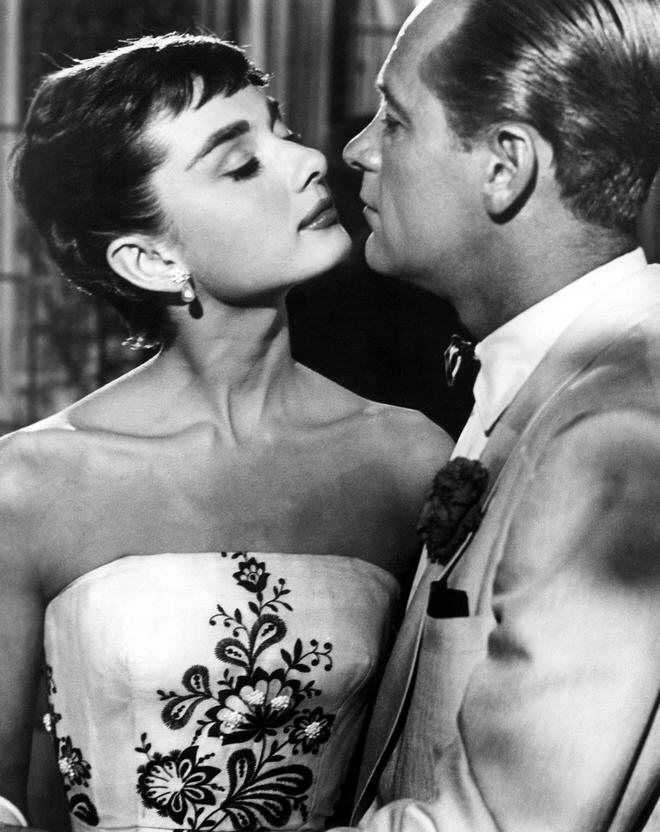
Audrey Hepburn nel film Sabrina con William Holden

Dopo la fine delle riprese, tornò a New York dove fu impegnata nelle repliche di Gigi per altri otto mesi. Le venne offerto un contratto per sette film con la Paramount Pictures, con pause di dodici mesi tra un film e l'altro per permetterle di recitare a teatro.

Dopo l'esperienza di Vacanze romane, Hepburn fu chiamata a interpretare il ruolo della protagonista femminile nel film di Billy Wilder Sabrina, accanto a Humphrey Bogart e William Holden. La costumista del film fu Edith Head, ma per gli abiti da sera Hepburn stessa scelse lo stilista francese Givenchy; quando gli fu detto che la signorina Hepburn voleva incontrarlo, Givenchy pensò di veder arrivare Katharine Hepburn, e invece si trovò davanti lei, ma non ne fu deluso: i due strinsero infatti da allora un'amicizia e un sodalizio professionale che sarebbero durati tutta la vita. Lo stilista ricordava bene il loro primo incontro: 
(da L'Ange des enfants)
Per Sabrina la Hepburn ottenne nuovamente una candidatura all'Oscar alla miglior attrice, ma il premio andò a Grace Kelly. Il film vinse comunque un Oscar per i migliori costumi e lanciò la Hepburn nell'Olimpo delle star hollywoodiane.

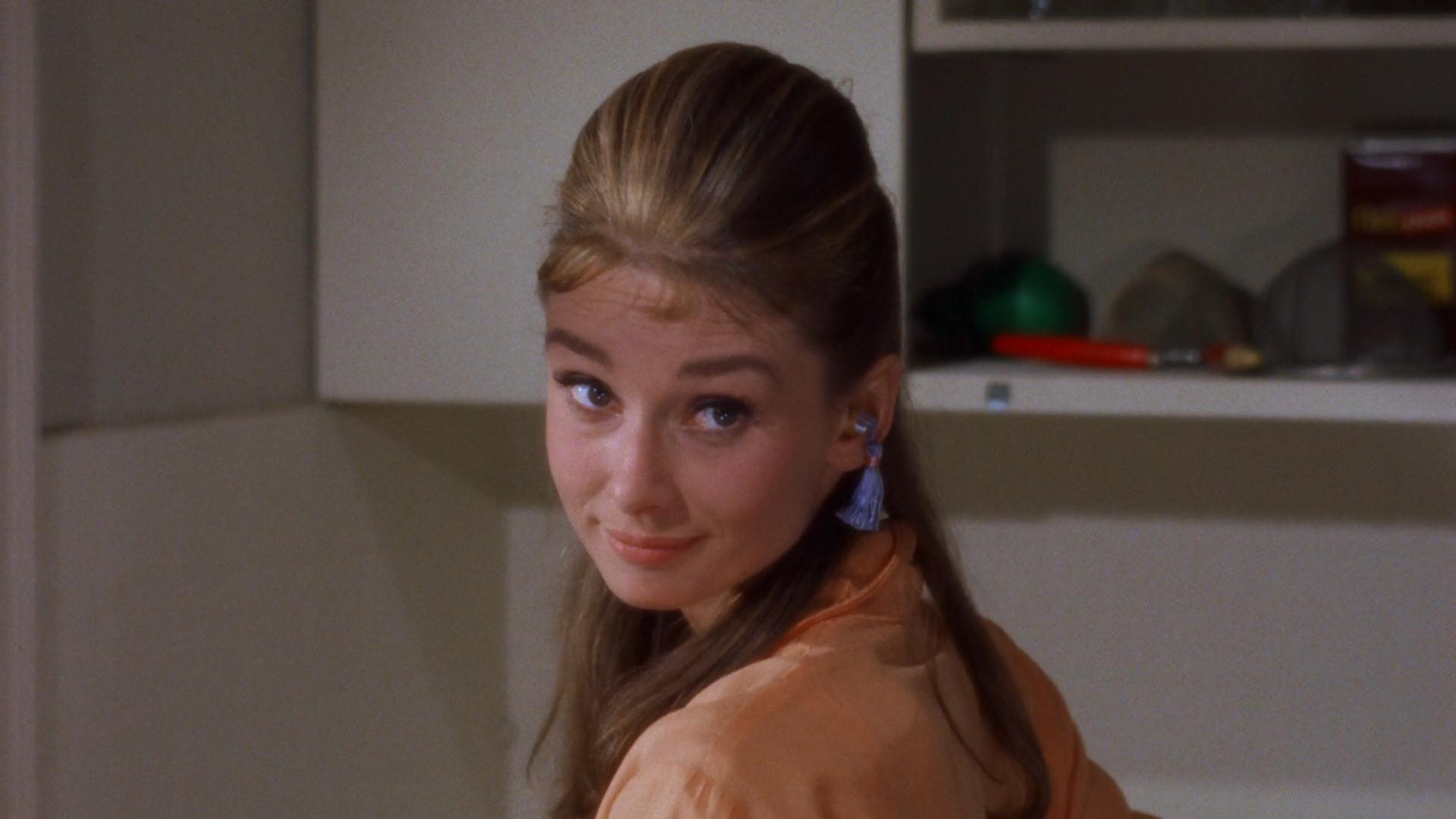
Audrey Hepburn nel film Colazione da Tiffany (1961)

Nel 1954 tornò sui palcoscenici interpretando il ruolo principale in Ondine, insieme all'attore e regista statunitense Mel Ferrer, con il quale si sarebbe sposata proprio quell'anno. Durante le rappresentazioni dello spettacolo teatrale la Hepburn ricevette un Golden Globe come migliore attrice in un film drammatico. Sei settimane dopo aver ricevuto l'Oscar, fu premiata con un Tony Award quale migliore attrice per la sua interpretazione in Ondine.
Verso la seconda metà degli anni cinquanta Audrey Hepburn era diventata una delle più grandi attrici di Hollywood e un'icona dello stile: nel 1955 la giuria dei Golden Globe le assegnò il prestigioso Henrietta Award alla migliore attrice del cinema mondiale. La sua figura snella e il suo ben noto buon gusto erano ammirati e imitati.
Cenerentola a Parigi (1957) di Stanley Donen fu uno dei film preferiti della Hepburn, anche perché le offrì l'occasione, dopo tanti anni passati a studiare danza, di ballare con Fred Astaire; Ella van Heemstra, la vera madre della Hepburn, apparve qui nel ruolo della padrona di un caffè sulla strada. Nello stesso anno uscì nelle sale Arianna, frutto di una nuova collaborazione dell'attrice con il regista Billy Wilder: nella commedia, insieme a Hepburn, che fu candidata al Golden Globe e vinse l'unico Golden Laurel Award della sua carriera, recitarono Gary Cooper e Maurice Chevalier.
La storia di una monaca del 1959 vide l'attrice affrontare una delle sue interpretazioni più difficili ma anche fra le più gratificanti. Films in Review scrisse: «La sua interpretazione chiuderà la bocca per sempre a quelli che pensavano a lei più come a un simbolo di una donna sofisticata che come a un'attrice. La sua interpretazione della Sorella Luke è una delle migliori mai viste sul grande schermo». La pellicola, diretta da Fred Zinnemann, le valse la sua terza candidatura all'Oscar e numerosi riconoscimenti, tra cui il suo secondo BAFTA, un nuovo premio come migliore interprete ai New York Film Critics Circle Awards, il David di Donatello per la migliore attrice straniera e il premio alla migliore attrice al Festival di San Sebastian.

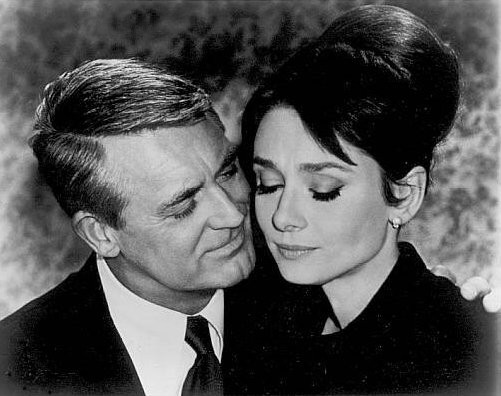
Audrey Hepburn e Cary Grant in Sciarada (1963)

Di quegli anni sono anche Verdi dimore (1959) di Mel Ferrer e Gli inesorabili (1960) di John Huston, entrambi film di moderato successo al botteghino e che lasciarono perplessa la critica, e nei quali l'attrice ebbe come partner rispettivamente Anthony Perkins e Burt Lancaster. Intorno al 1959 il maestro inglese Alfred Hitchcock pensò proprio a Hepburn per farne la protagonista di una pellicola tratta dal soggetto No Bail for the Judge di Samuel A. Taylor, ambientato a Londra, e al quale teneva molto; tuttavia il film, ove era prevista anche la partecipazione di Laurence Harvey e John Williams, non venne mai realizzato per alcune difficoltà nella produzione e soprattutto per il netto rifiuto espresso dall'attrice, che, nonostante un primo interessamento, riteneva il suo ruolo troppo scabroso e lesivo della propria immagine pubblica dato che era prevista una scena di tentativo di stupro.
Il personaggio di Holly Golightly nel film Colazione da Tiffany, tratto dal romanzo di Truman Capote e diretto da Blake Edwards nel 1961, venne immediatamente riconosciuto come una delle figure più incisive e rappresentative del cinema statunitense del XX secolo. Il film, in cui recitarono anche George Peppard e Patricia Neal, ebbe un notevole successo e per la sua interpretazione la Hepburn ottenne un'altra candidatura all'Oscar, poi vinto da Sophia Loren, e il secondo David di Donatello per la migliore attrice straniera. Intervistata a proposito di un personaggio così insolito per lei, Hepburn disse: «Sono un'introversa. Interpretare una ragazza estroversa è stata la cosa più difficile che io abbia mai fatto».
Nel 1961 uscì nelle sale anche Quelle due, in cui la Hepburn fu nuovamente diretta da William Wyler. La pellicola, ispirata a una pièce drammatica di Lillian Hellman dalla quale il regista aveva già tratto il film La calunnia (1936), offrì all'attrice la possibilità di interpretare un personaggio inedito e più dimesso, sottolineato anche dal soggetto e dalla fotografia in b/n, ma non meno vibrante, e di misurarsi con colleghi del calibro di Shirley MacLaine, James Garner, Miriam Hopkins e Fay Bainter.

Nel 1963 recitò in Sciarada, diretto da Stanley Donen. Nel film, che ebbe un grande successo e che le fece vincere il terzo BAFTA, l'attrice affiancò Cary Grant, che aveva precedentemente rifiutato di recitare in Vacanze romane e Sabrina; fecero parte del cast anche Walter Matthau e James Coburn. Fu la prima e ultima volta che i due divi lavorarono insieme in un film. L'anno successivo, tuttavia, Grant dichiarò scherzosamente: 
(Cary Grant su Motion Pictures)

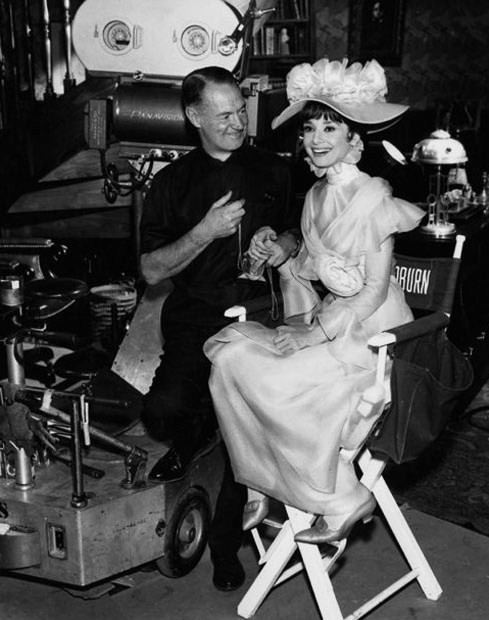
Audrey Hepburn sul set di My Fair Lady (1964) assieme al direttore della fotografia Harry Stradling Sr.

Nel 1964 fu impegnata in uno dei suoi ruoli più controversi, e che al tempo determinò un sorta di "guerra fredda" con Julie Andrews: quello del personaggio della povera fioraia Eliza Doolittle nello sfarzoso film musicale My Fair Lady di George Cukor, al fianco di Rex Harrison. Venne scelta al posto dell'allora sconosciuta (sul grande schermo) Julie Andrews, che però aveva interpretato quel personaggio a Broadway proprio accanto a Harrison e ottenendo un grande successo personale. Inizialmente Hepburn rifiutò il ruolo e chiese che fosse opportunamente assegnato alla Andrews, ma quando le dissero che la parte, in alternativa, sarebbe andata a Elizabeth Taylor decise di accettare. Durante la lavorazione del film Hepburn scoprì di essere stata doppiata nei brani musicali e in segno di protesta se ne andò dal set, per tornare il mattino seguente scusandosi per il suo comportamento. Solo poche frasi da due canzoni nel film sono effettivamente cantate da Hepburn. Doppiaggio a parte, alcuni critici ritennero eccellente la sua interpretazione: per il musical l'attrice ottenne una nuova candidatura al Golden Globe e vinse il terzo David di Donatello. Con sorpresa di molti, non ottenne però la candidatura all'Oscar come migliore attrice protagonista che venne attribuito proprio a Andrews per l'interpretazione nel disneyano Mary Poppins (1964) di Robert Stevenson. My Fair Lady vinse comunque l'Oscar al Miglior attore protagonista, consegnato a Rex Harrison proprio da Hepburn nella serata di premiazione.
Nello stesso anno uscì anche la commedia Insieme a Parigi di Richard Quine, girata nel 1962, ove la Hepburn dopo molti anni ritrovò il partner William Holden; nella pellicola appaiono in ruoli minori anche Tony Curtis, Noël Coward e, in piccoli camei, Mel Ferrer e Marlene Dietrich.
Come rubare un milione di dollari e vivere felici (1966), che ebbe un buon successo, fu uno degli ultimi film di Wyler e il terzo e ultimo in cui l'attrice lavorò con il regista che l'aveva diretta nel 1953 nel suo primo ruolo da protagonista in Vacanze romane. In questa briosa e raffinata commedia poliziesca, Hepburn interpreta la figlia di un eccentrico artista falsario di Parigi interpretato da Hugh Griffith, e truccata e fotografata per la prima volta in modo da sembrare più giovane, recitò al fianco di Peter O'Toole, con il quale vi fu un'ottima intesa.
Dopo il 1966 l'attrice, prossima ai quarant'anni e forse non più idonea per la sola commedia e i ruoli leggeri che pure l'avevano resa molto famosa, modificò sensibilmente la propria immagine pubblica e si orientò verso produzioni di altro genere, maggiormente in linea con la sua età e con modelli cinematografici che stavano rapidamente mutando. Nel 1967, in un momento di profonda crisi personale con il marito Mel Ferrer, recitò accanto ad Albert Finney in Due per la strada di Stanley Donen, film strutturato in maniera piuttosto innovativa per l'epoca e che affrontava il tema del divorzio. Per una parte della critica, in questa pellicola l'attrice fornì probabilmente la sua più sorprendente interpretazione in età matura. Il film successivo, Gli occhi della notte (1967), per la regia di Terence Young, fu per lei una prova molto difficile sia per il ruolo particolarmente impegnativo (quello di una coraggiosa donna cieca, già presentato con successo in teatro nel 1966 da Lee Remick) sia a causa dell'imminente divorzio da Ferrer, che pure era il produttore del film. Per questa interpretazione Hepburn ottenne un'altra candidatura all'Oscar come migliore attrice, che fu però assegnato ex aequo a Barbra Streisand e Katharine Hepburn. Ottenne inoltre, nel 1968, la doppia candidatura al Golden Globe: come migliore attrice drammatica per Gli occhi della notte e come miglior interprete di commedia per il film di Donen. Nello stesso anno le fu assegnato il Tony alla carriera.

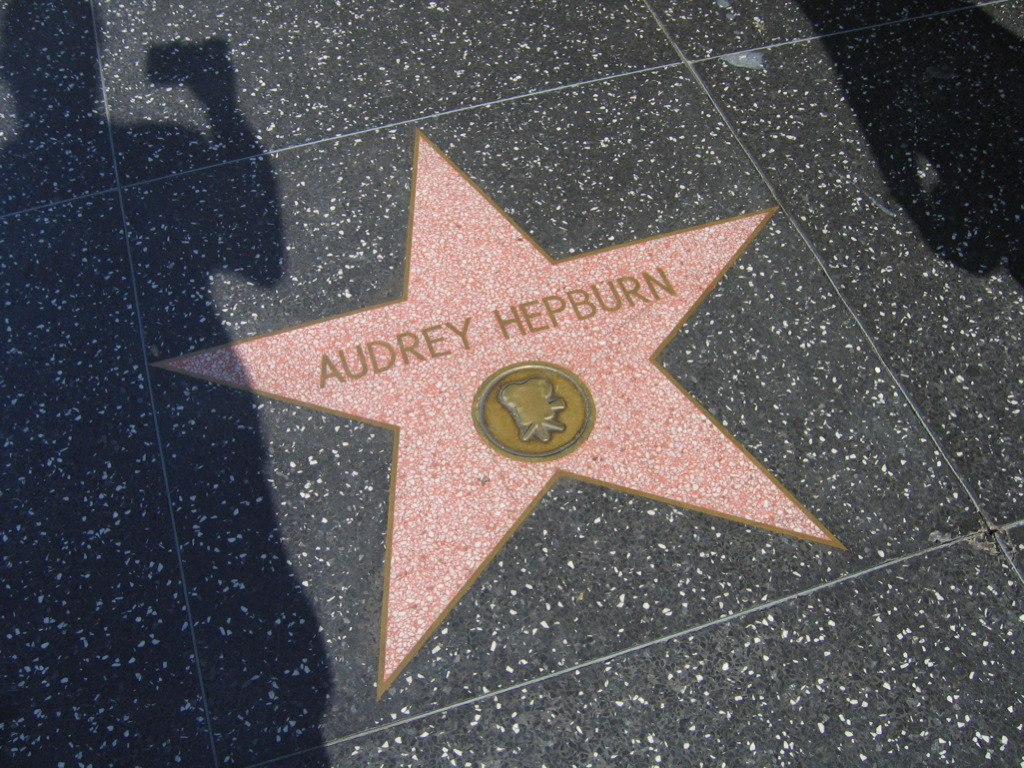
La stella sullo Hollywood Walk of Fame

Dal 1967 in poi lavorò in maniera molto sporadica. Subito dopo il divorzio da Ferrer, nel 1969 sposò a Roma lo psichiatra italiano Andrea Dotti, dal quale nel 1970 ebbe il suo secondo figlio, Luca. La gravidanza fu molto difficile e l'attrice dovette rimanere quasi tutto il tempo a letto. Con l'arrivo di Luca, Hepburn decise di diminuire drasticamente i suoi impegni di attrice e di dedicarsi alla famiglia.
Tra le varie proposte di un ritorno al cinema vi fu anche quella del regista William Friedkin, che nel 1973 pensò anche alla Hepburn nel ruolo della protagonista femminile del film L'esorcista, ma l'ipotesi venne rapidamente bocciata poiché l'attrice, pur interessata, aveva posto come condizione lo spostamento delle riprese in Italia, dove allora viveva; la parte, offerta anche a Shirley MacLaine e Jane Fonda, venne poi definitivamente assegnata a Ellen Burstyn. Per la stessa ragione nel 1977 rifiutò anche il ruolo (poi affidato ad Anne Bancroft) di una ballerina di mezza età nel film Due vite, una svolta di Herbert Ross.
Tornò al cinema nel 1976 in Robin e Marian di Richard Lester accanto a Sean Connery, film ironico e crepuscolare che piacque molto alla critica ma che ebbe un moderato successo di pubblico. Nel 1979 interpretò il ruolo principale in Linea di sangue nuovamente diretta da Terence Young, ma il film si rivelò un fallimento di critica e di botteghino. L'ultimo ruolo da protagonista fu nel 1981 accanto a Ben Gazzara nella commedia ...e tutti risero diretta da Peter Bogdanovich, che ricevette un buon successo di critica, ma che fu presente nelle sale per un periodo molto breve. La sua ultima apparizione sul grande schermo fu con una piccola parte nel film di Steven Spielberg Always - Per sempre (1988) con protagonisti Richard Dreyfuss e Holly Hunter, in cui interpretava il ruolo di un angelo di nome Hap: in quest'occasione donò la maggior parte del suo ingaggio all'UNICEF.
Negli ultimi mesi della sua vita, Hepburn lavorò in televisione come presentatrice del programma Gardens of the World with Audrey Hepburn, la cui prima puntata andò in onda il giorno successivo alla sua morte e per il quale ricevette un Emmy postumo. In quest'ultimo periodo Hepburn registrò anche un album di letture di fiabe, Audrey Hepburn's Enchanted Tales, che le valse un Grammy, anch'esso postumo. Negli ultimi anni le sono stati assegnati numerosi premi speciali per celebrare i suoi meriti cinematografici, tra cui il Golden Globe nel 1990 e, nel 1992, il SAG e il BAFTA alla carriera.

## Vita privata
(da L'Ange des enfants)

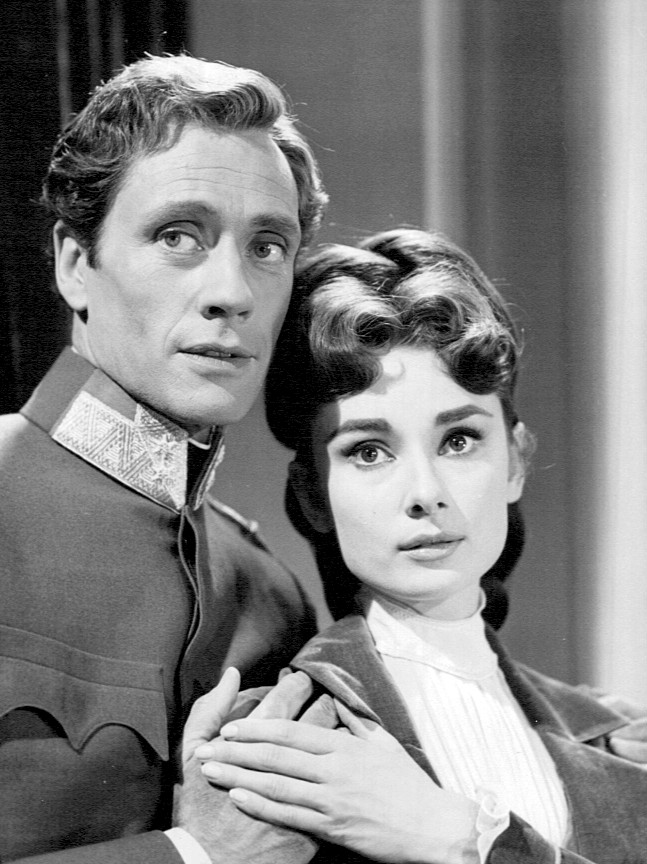
Audrey Hepburn con Mel Ferrer, suo marito dal 1954 al 1968, in uno scatto di scena per il film TV Mayerling (Producers' Showcase) (1957)

Nel 1952 Audrey si fidanzò ufficialmente con l'imprenditore britannico James Hanson. Poco dopo aver preso la decisione di sposarsi, tuttavia, il matrimonio saltò a causa del fatto che la carriera della novella attrice li avrebbe tenuti lontani troppo a lungo. Successivamente frequentò brevemente il produttore Michael Butler.
Durante le riprese di Sabrina, Audrey ebbe una breve relazione con William Holden. Era contro il regolamento della casa di produzione instaurare legami affettivi con un collega durante le riprese, inoltre Holden era già sposato e padre di due figli, quindi la relazione era rimasta segreta. Hepburn aveva pensato di poterlo sposare e avere dei figli da lui, ma dopo aver saputo che William si era sottoposto a un intervento di vasectomia decise di terminare la relazione clandestina, in quanto non voleva rinunciare alla maternità.
Hepburn incontrò l'attore Mel Ferrer a una festa organizzata da Gregory Peck. L'attrice lo aveva visto nel film Lili ed era rimasta colpita dalla sua interpretazione. Qualche tempo dopo la festa, Ferrer inviò a Hepburn il copione della commedia teatrale Ondine e l'attrice accettò il ruolo offertole. Le prove iniziarono nel gennaio 1954 e i due si sposarono otto mesi più tardi, il 25 settembre 1954. Dieci mesi dopo lavorarono insieme a Roma, nel film Guerra e pace di King Vidor, girato tra luglio e ottobre 1955. Prima di riuscire ad avere il loro unico figlio Sean, Hepburn ebbe un aborto spontaneo in seguito a una caduta da cavallo durante la lavorazione del film Gli inesorabili. Durante la permanenza in ospedale a causa dell'incidente, Ferrer le regalò il cerbiatto che era comparso nel film Verdi dimore: l'attrice amava molto gli animali e ne ospitò diversi in casa, e anche il cerbiatto fu tenuto come animale domestico dopo aver ricevuto il nome di Ip. Il figlio Sean nacque il 17 luglio 1960 a Lucerna, il suo padrino fu lo scrittore scozzese A. J. Cronin. Hepburn ebbe un altro aborto spontaneo nel 1965.
Negli ultimi anni della loro unione, si diceva che Ferrer vedesse altre donne, mentre al tempo stesso molti giornali riportarono una presunta relazione di Hepburn con l'attore Albert Finney, con il quale aveva interpretato Due per la strada, che lei negò decisamente. Prima di divorziare, la coppia aveva comunque deciso di separarsi. Il matrimonio con Ferrer durò 14 anni, fino al 1968.

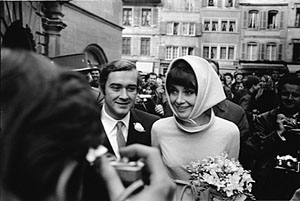
Andrea Dotti e Audrey Hepburn il giorno del loro matrimonio, il 18 gennaio 1969

Durante questo periodo di crisi, l'attrice aveva incontrato lo psichiatra italiano Andrea Dotti durante una crociera, e se ne era innamorata. Hepburn pensò di poter avere altri figli e di smettere di lavorare. Hepburn e Dotti si sposarono il 18 gennaio 1969 a Roma ed ebbero un figlio, Luca, nato l'8 gennaio 1970. Nel 1974 ebbe un ulteriore aborto spontaneo. Il matrimonio fu ben presto rovinato dalle numerose relazioni extraconiugali di Dotti, mentre da parte sua Hepburn intraprese una breve relazione con l'attore Ben Gazzara, con cui aveva recitato in Linea di sangue e in ...e tutti risero. Il matrimonio durò, tuttavia, 13 anni e finì nel 1982: mentre con Ferrer l'attrice aveva rotto quasi completamente ogni legame, rimase in rapporti amichevoli con Dotti.
Mentre era ancora sposata con Dotti, aveva incontrato l'attore olandese Robert Wolders, vedovo dell'attrice Merle Oberon. Sei mesi dopo la fine del matrimonio con il medico italiano, Hepburn e Wolders si incontrarono nuovamente e poco tempo dopo iniziarono a convivere, trasferendosi in Svizzera a Tolochenaz, presso il lago di Ginevra, dove l'attrice amava dedicarsi al giardinaggio, sua grande passione («piantare un giardino è credere nel domani»); non si sposarono mai, e rimasero legati fino alla morte di lei. I due si occuparono molto di beneficenza e affrontarono insieme molti viaggi per conto dell'UNICEF. Madrelingua inglese e olandese, in virtù dei molteplici luoghi in cui visse acquisì la conoscenza anche del francese, del tedesco, dell'italiano e dello spagnolo.

### La morte

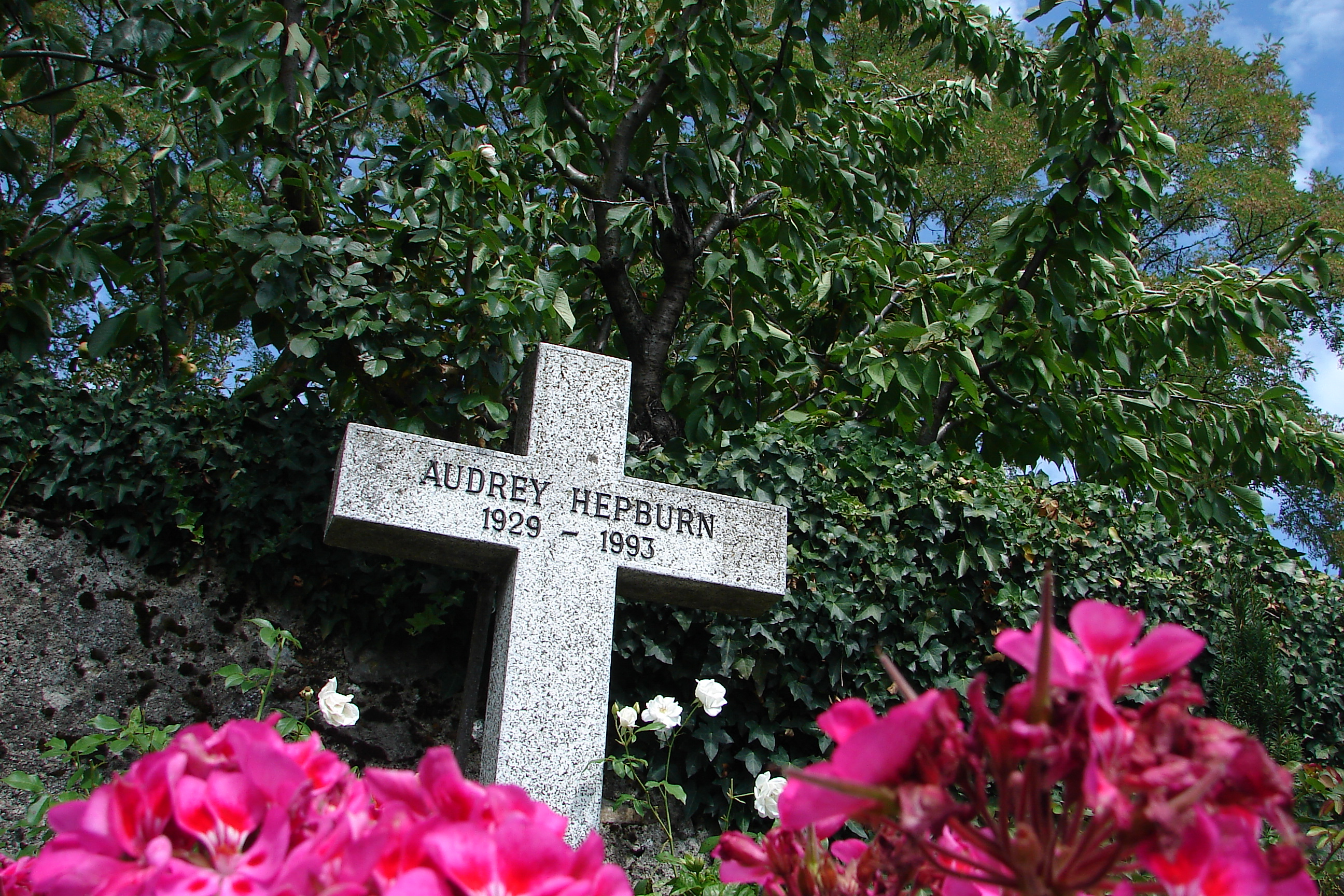
Lapide di Audrey Hepburn nel cimitero di Tolochenaz

Nel 1992, tornata da un lungo viaggio in Somalia a scopo benefico, Hepburn accusò forti dolori allo stomaco. Dopo essere stata visitata da un medico svizzero, in ottobre, volò a Los Angeles per consultare specialisti. Qui le venne diagnosticato un cancro, sviluppatosi lentamente, nel corso di anni, all'interno del colon. Fu operata a novembre, e poi nuovamente un mese più tardi a causa di nuove complicazioni, finché i medici giunsero alla conclusione che il cancro era ormai troppo esteso per essere curato. A causa delle sue condizioni, Audrey Hepburn fu impossibilitata a utilizzare un normale volo di linea per tornare a casa, quindi il suo vecchio amico Hubert de Givenchy chiese a un conoscente di inviarle un jet privato che l'avrebbe riportata in Svizzera. L'uomo fece riempire di fiori la cabina che l'avrebbe ospitata.
Audrey Hepburn morì nel sonno la sera del 20 gennaio 1993 nella sua casa di Tolochenaz, nel Canton Vaud in Svizzera, dove fu sepolta. Aveva 63 anni. Alle esequie, oltre ai figli e a Wolders, erano presenti gli ex mariti Mel Ferrer e Andrea Dotti, il grande amico Hubert de Givenchy, i rappresentanti dell'UNICEF, gli attori e amici Alain Delon e Roger Moore. A officiare il funerale fu chiamato il sacerdote Maurice Eindiguer che, trentanove anni prima, aveva celebrato il suo matrimonio con Ferrer. Lo stesso anno il figlio Sean fondò l'Audrey Hepburn Children's Fund per aiutare la scolarizzazione nei Paesi africani.

## Il lavoro per l'UNICEF
(da L'Ange des enfants)
Nel 1988, dopo aver concluso le riprese del suo ultimo film, Hepburn fu nominata ambasciatrice speciale e importante dell'UNICEF: da quel momento fino alla sua morte Hepburn si dedicò zelantemente all'aiuto dei bambini dei Paesi poveri. I suoi viaggi intorno al mondo furono facilitati anche dalla sua conoscenza delle lingue (oltre a inglese e olandese, parlava fluentemente il francese, il tedesco, l'italiano, lo spagnolo).
La sua prima missione in questo ruolo fu in Etiopia nel 1988: visitò l'orfanotrofio di Macallè e fece in modo che l'UNICEF inviasse cibo ai 500 bambini che vi erano ospitati. Del suo primo viaggio la Hepburn disse:
(da L'Ange des enfants)
Negli anni a seguire, Hepburn visitò molti altri Paesi, come la Turchia e diversi Stati dell'America del Sud e del Centro America.

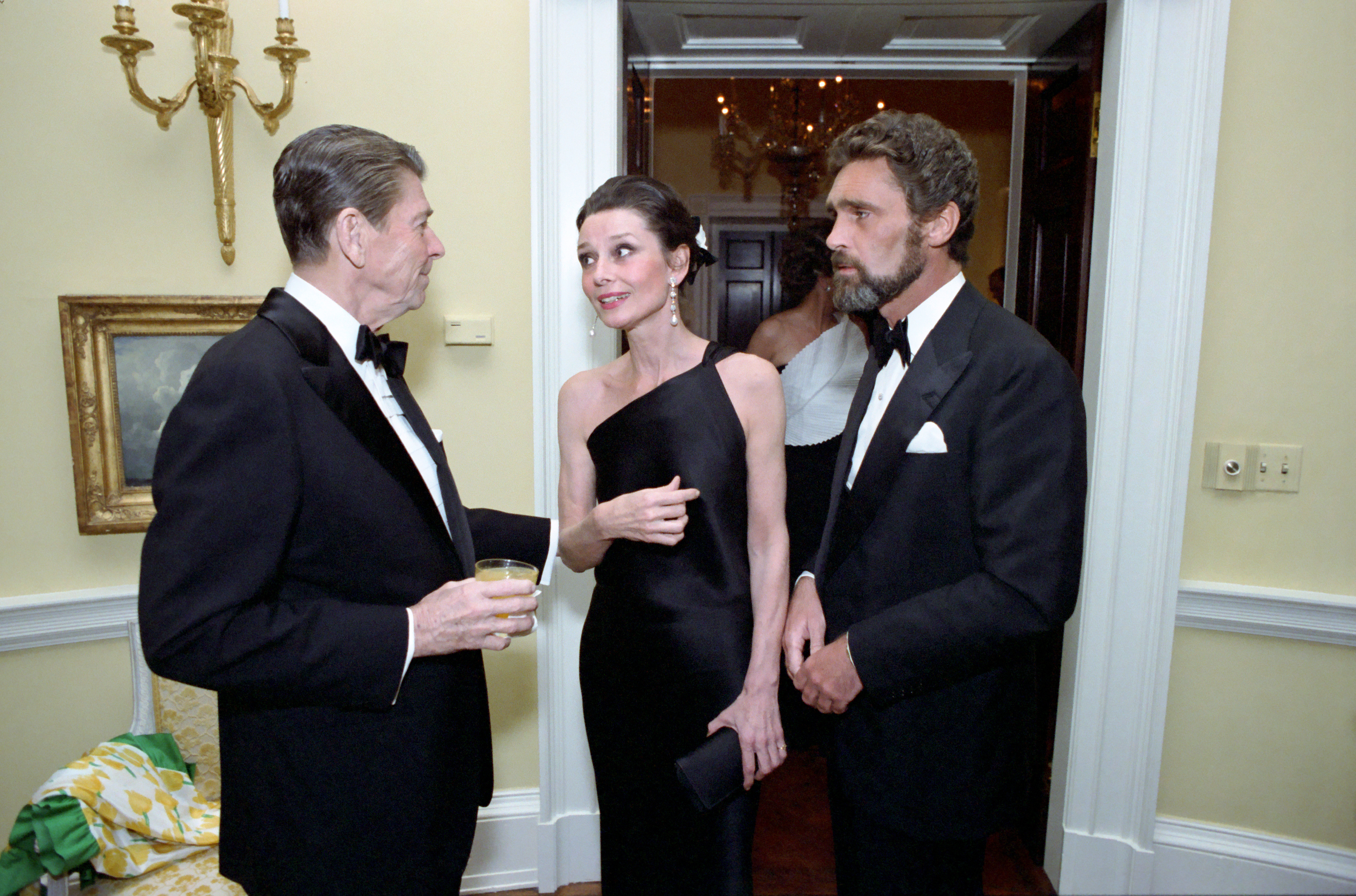
Il presidente degli Stati Uniti d'America Ronald Reagan con Audrey Hepburn e Robert Wolders a una cena privata alla Casa Bianca nel 1981

Nel 1989, si recò con Robert Wolders in missione in Sudan. A causa della guerra civile era difficile far arrivare cibo e acqua alla popolazione. La missione aveva come scopo quello di far giungere rifornimenti su un treno che arrivasse alla parte meridionale del paese. Sempre in compagnia di Wolders, quello stesso anno si recò in Bangladesh, mentre l'anno successivo la sua missione la portò in Vietnam, nel tentativo di collaborare con il governo su programmi di immunizzazione e di pulizia dell'acqua.
Nel settembre 1992, quattro mesi prima della sua morte, Audrey arrivò in Somalia. Definì quel suo viaggio «apocalittico», affermando che di tutte le situazioni difficili viste durante i suoi viaggi, quella della Somalia era infinitamente peggiore.
(da L'Ange des enfants)
Nel 1992 il presidente degli Stati Uniti d'America, George H. W. Bush la premiò con uno dei più importanti riconoscimenti attribuibili a un civile statunitense, la medaglia presidenziale della libertà (Presidential Medal of Freedom), a riconoscimento del suo impegno con l'UNICEF e, poco dopo la sua morte, l'Academy of Motion Picture Arts and Sciences la premiò con il Premio umanitario Jean Hersholt per il suo contributo all'umanità, premio ritirato da suo figlio Sean Hepburn Ferrer.
Del suo lavoro per l'UNICEF il figlio Sean, durante un'intervista, disse: «Dopo una vita vissuta in parte come una tortura e una lotta per riuscire ad avere una carriera indipendente e l'autonomia finanziaria per sé e la sua famiglia, senza capire mai fino in fondo quello che la gente vedeva in lei - quello che era il suo fascino - ha trovato nella missione per l'UNICEF il modo di ringraziare il suo pubblico e "chiudere il cerchio" della sua esistenza così breve».
Nel 2011 i figli Sean e Luca promossero in Italia il club di donatori UNICEF Amici di Audrey che sostiene in particolare il progetto per la lotta alla malnutrizione in Ciad.

## Nella cultura di massa

Il francobollo emesso nel 2003

### Cinema e TV
- Nel 2000 Hepburn è stata impersonata da Jennifer Love Hewitt nel film per la TV The Audrey Hepburn Story.
- Il volto di Hepburn ispirò gli animatori per il personaggio Belle nel film Disney La bella e la bestia del 1991.

### Fumetto
- Audrey Hepburn ha ispirato la figura della criminologa Julia Kendall[38], protagonista della serie a fumetti Julia - Le avventure di una criminologa ideata da Giancarlo Berardi e pubblicata dalla Sergio Bonelli Editore.
- Nel 2024 Jean-Luc Cornette e Agnese Innocente hanno realizzato Audrey. La ragazza con gli occhi da cerbiatto, una biografia a fumetti che copre l'intera vita dell'attrice.

### Musica
- Nel 1985 i Pizzicato Five scrissero una canzone intitolata The Audrey Hepburn Complex.
- Il cantante britannico Morrissey ha registrato nel 1994 una versione di Moon River (reintitolata Moonriver) che presenta delle piccole ma significative differenze nel testo originale e include dei campionamenti audio dal film Colazione da Tiffany, incluso il pianto di Hepburn.[39]

### Altro
- Il tubino nero del film Colazione da Tiffany del 1961 fu realizzato dallo stilista Hubert de Givenchy in due esemplari per esigenze cinematografiche: uno fu effettivamente indossato dall'attrice e si trova in esposizione permanente nel Museo del costume di Madrid, mentre dell'altro non ci fu mai bisogno e venne dunque custodito dallo stilista nella sua collezione personale; quest'ultimo esemplare fu messo all'asta da Christie's nel 2006 e venduto per la cifra di 467200 sterline (circa 712000 euro)[40].
- Marilyn Monroe non fu l'unica a cantare i famosi auguri di compleanno al presidenti degli Stati Uniti d'America John Fitzgerald Kennedy: il 29 maggio 1963, ultimo compleanno di Kennedy, Hepburn cantò Happy Birthday, dear Jack al ricevimento per il compleanno del presidente[41].
- Nel 2001 le poste tedesche avevano in programma, nell'ambito di una serie dedicata al cinema, di emettere un francobollo dedicato all'attrice, la cui produzione all'ultimo momento non venne tuttavia autorizzata dal figlio perché Hepburn vi compariva con una sigaretta in mano; nonostante questo, alcuni francobolli entrarono in circolazione, dando origine a uno dei più noti casi filatelici del XXI secolo.
- Nel 2003 anche il Servizio Postale degli Stati Uniti emise un francobollo illustrato da Michael J. Deas, raffigurante il volto dell'attrice.
- In Cina, alcune immagini di Hepburn in Vacanze romane sono state ricolorate e utilizzate per la pubblicità di un tè verde[42].
- Mattel realizzò una Barbie con il suo viso e tubino nero, molto ambita dai collezionisti

## Filmografia

### Cinema
- Nederlands in zeven lessen – documentario (1948)
- One Wild Oat, regia di Charles Saunders (1951)
- Racconti di giovani mogli (Young Wives' Tale), regia di Henry Cass (1951)
- Risate in paradiso (Laughter in Paradise), regia di Mario Zampi (1951)
- L'incredibile avventura di Mr. Holland (The Lavender Hill Mob), regia di Charles Crichton (1951)
- Vacanze a Montecarlo (Monte Carlo Baby), regia di Jean Boyer e Lester Fuller (1951)
- Nous irons à Monte Carlo, regia di Jean Boyer (1952)
- The Secret People, regia di Thorold Dickinson (1952)
- Vacanze romane (Roman Holiday), regia di William Wyler (1953)
- Sabrina, regia di Billy Wilder (1954)
- Guerra e pace (War and Peace), regia di King Vidor (1956)
- Cenerentola a Parigi (Funny Face), regia di Stanley Donen (1957)
- Arianna (Love in the Afternoon), regia di Billy Wilder (1957)
- Verdi dimore (Green Mansions), regia di Mel Ferrer (1959)
- La storia di una monaca (The Nun's Story), regia di Fred Zinnemann (1959)
- Gli inesorabili (The Unforgiven), regia di John Huston (1960)
- Colazione da Tiffany (Breakfast at Tiffany's), regia di Blake Edwards (1961)
- Quelle due (The Children's Hour), regia di William Wyler (1961)
- Sciarada (Charade), regia di Stanley Donen (1963)
- Insieme a Parigi (Paris - When It Sizzles), regia di Richard Quine (1964)
- My Fair Lady, regia di George Cukor (1964)
- Come rubare un milione di dollari e vivere felici (How To Steal a Million), regia di William Wyler (1966)
- Due per la strada (Two for the Road), regia di Stanley Donen (1967)
- Gli occhi della notte (Wait Until Dark), regia di Terence Young (1967)
- Robin e Marian (Robin and Marian), regia di Richard Lester (1976)
- Linea di sangue (Bloodline), regia di Terence Young (1979)
- ...e tutti risero (They All Laughed), regia di Peter Bogdanovich (1981)
- Always - Per sempre (Always), regia di Steven Spielberg (1989)

### Televisione
- CBS Television Workshop – serie TV, episodio 1x14 (1952)
- Mayerling (Producers' Showcase), regia di Anatole Litvak – film TV (1957)
- Amore tra ladri (Love Among Thieves), regia di Roger Young – film TV (1987)
- Gardens of the World with Audrey Hepburn – programma TV (1993)

## Teatro
- High Button Shoes (1949)
- Sauce Tartare (1949)
- Sauce Piquante (1950)
- Gigi (1951)
- Ondine (1954)

## Riconoscimenti
- Premio Oscar
  - 1954 – Migliore attrice per Vacanze romane
  - 1955 – Candidatura alla migliore attrice per Sabrina
  - 1960 – Candidatura alla migliore attrice per La storia di una monaca
  - 1962 – Candidatura alla migliore attrice per Colazione da Tiffany
  - 1968 – Candidatura alla migliore attrice per Gli occhi della notte
  - 1993 – Premio umanitario Jean Hersholt
- Golden Globe
  - 1953 – Migliore attrice in un film drammatico per Vacanze romane
  - 1956 – Henrietta Award alla migliore attrice del mondo
  - 1956 – Candidatura alla migliore attrice in un film commedia o musicale per Arianna
  - 1956 – Candidatura alla migliore attrice in un film drammatico per Guerra e pace
  - 1960 – Candidatura alla migliore attrice in un film drammatico per La storia di una monaca per Colazione da Tiffany
  - Candidatura Golden Globe per la migliore attrice in un film commedia o musicale 1964 per Sciarada
  - Candidatura Golden Globe per la migliore attrice in um film commedia o musicale 1965 per My Fair Lady
  - Candidatura Golden Globe per la migliore attrice in un film commedia o musicale 1968 per Due per la strada
  - 1968 – Candidatura alla migliore attrice in un film drammatico per Gli occhi della notte
  - 1990 - Golden Globe alla carriera
- BAFTA
  - BAFTA alla migliore attrice protagonista 1953 per Vacanze romane – Vinto
  - BAFTA alla migliore attrice protagonista 1954 per Sabrina – Nomination
  - BAFTA alla migliore attrice protagonista 1956 per Guerra e pace – Nomination
  - BAFTA alla migliore attrice protagonista 1959 per La storia di una monaca – Vinto
  - BAFTA alla migliore attrice protagonista 1964 per Sciarada – Vinto
  - BAFTA Special Award: premio alla carriera 1992 – Vinto
- David di Donatello
  - David di Donatello per la migliore attrice straniera 1960 per La storia di una monaca – Vinto
  - David di Donatello per la migliore attrice straniera 1962 per Colazione da Tiffany – Vinto
  - David di Donatello per la migliore attrice straniera 1965 per My Fair Lady – Vinto
- Festival Internazionale del Cinema di San Sebastian
  - Concha de Plata alla migliore attrice 1959 per La storia di una monaca – Vinto
- Hollywood Walk of Fame
  - 1960 – Stella
- Screen Actors Guild Awards
  - SAG Special Award: premio alla carriera 1992 – Vinto
- Tony Award
  - Tony alla migliore attrice in uno spettacolo 1954 per Ondine – Vinto
  - Tony Special Achievement Award: premio alla carriera 1968 – Vinto
- New York Film Critics Circle Awards:
  - Premio alla migliore attrice protagonista 1953 per Vacanze romane – Vinto
  - Premio alla migliore attrice protagonista 1954 per Sabrina – Nomination
  - Premio alla migliore attrice protagonista 1956 per Guerra e pace – Nomination
  - Premio alla migliore attrice protagonista 1957 per Arianna – Nomination
  - Premio alla migliore attrice protagonista 1959 per La storia di una monaca – Vinto
  - Premio alla migliore attrice protagonista 1962 per Colazione da Tiffany – Nomination
  - Premio alla migliore attrice protagonista 1965 per My Fair Lady – Nomination
  - Premio alla migliore attrice protagonista 1967 per Gli occhi della notte – Nomination
- Modern Screen Award
  - Modern Screen's Top Ten Award: Premio ai migliori attori dell'anno 1954 – Vinto
  - Modern Screen Award: miglior attrice 1956 per Guerra e pace – Vinto
- Cleveland Critics Circle Award
  - Premio alla migliore attrice 1961 – Vinto
  - Premio alla migliore attrice 1966 – Vinto
- Nastro d'argento
  - Nastro d'argento Speciale 1968 – Vinto
- Maschera d'Argento
  - Maschera d'Argento per il Cinema 1968 – Vinto
- Victoire du Cinéma Francais Award
  - Victoire alla migliore attrice dell'anno 1955 – Vinto
  - Victoire alla migliore attrice dell'anno 1964 – Vinto
- Theatre World Award
  - World Theatre Award: Most promising personality 1952 per Gigi – Vinto[43]
- Grammy Award
  - Grammy per il Miglior album parlato per bambini 1994 per Audrey Hepburn's enchanted tales – Vinto (postumo)
- Emmy
  - Emmy for Outstanding Achievement-Informational programming 1993 per la trasmissione Gardens of the World with Audrey Hepburn – Vinto (postumo)
- Bambi
  - Premio Bambi Onorario 1991 – Vinto
- Golden Plate
  - Golden Plate Award for Achievement in Arts and Public service 1991 – Vinto
- USA Film Festival
  - Premio Onorario: Master Screen Artist 1991 – Vinto
- Women in Film Crystal Award
  - Crystal Award 1996 – Vinto (postumo)

## Doppiatrici italiane
Nelle versioni in italiano dei suoi film la Hepburn è stata doppiata da:
- Maria Pia Di Meo in Guerra e pace, Cenerentola a Parigi, Arianna, La storia di una monaca, Gli inesorabili, Colazione da Tiffany, Quelle due, Sciarada, Insieme a Parigi, My Fair Lady (dialoghi), Come rubare un milione di dollari e vivere felici, Due per la strada, Linea di sangue, ...e tutti risero, Always - Per sempre
- Renata Marini in Vacanze romane, Sabrina
- Deddi Savagnone in Vacanze a Montecarlo
- Fiorella Betti in Verdi dimore
- Tina Centi in My Fair Lady (canto)
- Gabriella Genta ne Gli occhi della notte
- Melina Martello in Robin e Marian
- Sonia Scotti in Cenerentola a Parigi (ridoppiaggio)